# Rex Holman
Rex Holman (Denver, 19 novembre 1928 – 9 gennaio 2025) è stato un attore statunitense.
Recitò dal 1960 al 1989 in oltre 20 film e dal 1959 al 1985 in oltre 80 produzioni televisive. Nel corso della sua carriera, fu accreditato anche con i nomi Roye Baker e Roy Baker.

## Biografia
Rex Holman nacque a Denver, in Colorado, il 19 novembre 1928. Debuttò al cinema agli inizi degli anni 60 e in televisione alla fine degli anni cinquanta. Si dedicò ad una lunga carriera televisiva dando vita a numerosi personaggi per varie serie, collezionando diverse apparizioni come guest star e come interprete di più parti per singola serie, dagli anni cinquanta agli anni ottanta, come in due episodi di Lawman, due episodi di Ripcord, tre episodi di The Rifleman, quattro episodi di Carovane verso il west, tre episodi di Gli uomini della prateria, tre episodi di Death Valley Days, due episodi di Laredo, tre episodi di I sentieri del west, tre episodi di Organizzazione U.N.C.L.E., due episodi di Daniel Boone, sei episodi di La grande vallata, quattro episodi di Il grande teatro del west, sei episodi di Il virginiano, cinque episodi di Mod Squad, i ragazzi di Greer, ben 16 episodi di Gunsmoke (tra cui anche il doppio episodio The Guns of Cibola Blanca della ventesima e ultima stagione) e due episodi di Professione pericolo. Prese parte anche ad un episodio della serie classica di Ai confini della realtà, intitolato nella versione in italiano La via del ritorno, trasmesso in prima televisiva nel 1961, e ad un episodio della serie classica di Star Trek, intitolato nella versione in italiano Lo spettro di una pistola, trasmesso in prima televisiva nel 1968.
Collezionò inoltre diverse presenze per gli schermi cinematografici recitando in ruoli più o meno secondari, come Lloyd in La famiglia assassina di Mà Barker del 1960, Zack in Il pistolero Jessie James del 1960, Flip Johnson in The Choppers del 1961, Mickey in Il giorno dopo la fine del mondo del 1962, Rick Morrison in Pistola veloce del 1964, Charley Bybee in Your Cheatin' Heart del 1964, Sunstroke Kid in The Outlaws Is Coming del 1965, Charles in Joy in the Morning del 1965, J.B. in Missione compiuta stop. Bacioni Matt Helm del 1968, Mark in Due ragazzi e... un leone del 1972, Neil Swenson in Quando le leggende muoiono del 1972, Sergei in Quando soffia il vento del nort del 1974, Dimmler in Hindenburg del 1975, l'informatore in Il tesoro di Matecumbe del 1976, Reno in La banda delle frittelle di mele 2 del 1979 e J'onn (la sua ultima interpretazione cinematografica) in Star Trek V - L'ultima frontiera del 1989. Per gli schermi televisivi la sua ultima interpretazione risale all'episodio Well Known Secret della serie televisiva Wildside, trasmesso il 21 marzo 1985, in cui dà vita al personaggio del tenente Swag.

## Filmografia

### Cinema
- La famiglia assassina di Mà Barker (Ma Barker's Killer Brood), regia di Bill Karn (1960)
- Assedio all'ultimo sangue (13 Fighting Men), regia di Harry W. Gerstad (1960)
- Il pistolero Jessie James (Young Jesse James), regia di William F. Claxton (1960)
- 20,000 Eyes, regia di Jack Leewood (1961)
- The Choppers, regia di Leigh Jason (1961)
- Il giorno dopo la fine del mondo (Panic in Year Zero!), regia di Ray Milland (1962)
- Pistola veloce (The Quick Gun), regia di Sidney Salkow (1964)
- Your Cheatin' Heart, regia di Gene Nelson (1964)
- The Outlaws Is Coming, regia di Norman Maurer (1965)
- Joy in the Morning, regia di Alex Segal (1965)
- Castelli di sabbia (The Sandpiper), regia di Vincente Minnelli (1965)
- Tramonto di un idolo (The Oscar), regia di Russell Rouse (1966)
- Quando muore una stella (The Legend of Lylah Clare), regia di  Robert Aldrich (1968)
- Missione compiuta stop. Bacioni Matt Helm (The Wrecking Crew), regia di Phil Karlson (1968)
- Due ragazzi e un leone (Napoleon and Samantha), regia di Bernard McEveety (1972)
- Quando le leggende muoiono (When the Legends Die), regia di Stuart Millar (1972)
- Quando soffia il vento del nord (When the North Wind Blows), regia di Stuart Raffill (1974)
- Incredibile viaggio verso l'ignoto (Escape to Witch Mountain), regia di John Hough (1975)
- Hindenburg (The Hindenburg), regia di Robert Wise (1975)
- Il tesoro di Matecumbe (Treasure of Matecumbe), regia di Vincent McEveety (1976)
- La banda delle frittelle di mele 2 (The Apple Dumpling Gang Rides Again), regia di Vincent McEveety (1979)
- Star Trek V - L'ultima frontiera (Star Trek V: The Final Frontier), regia di William Shatner (1989)

### Televisione
- The Millionaire – serie TV, un episodio (1959)
- Lawman – serie TV, 2 episodi (1959-1961)
- Gli uomini della prateria (Rawhide) – serie TV, 3 episodi (1960-1965)
- Gunsmoke – serie TV, 16 episodi (1960-1974)
- Overland Trail – serie TV, un episodio (1960)
- Pony Express – serie TV, episodio 1x03 (1960)
- Alcoa Theatre – serie TV, un episodio (1960)
- Hotel de Paree – serie TV, un episodio (1960)
- The Deputy – serie TV, un episodio (1960)
- Alcoa Presents: One Step Beyond – serie TV, un episodio (1960)
- Thriller – serie TV, episodio 1x09 (1960)
- Two Faces West – serie TV, un episodio (1960)
- The Tall Man – serie TV, un episodio (1960)
- Carovane verso il west (Wagon Train) – serie TV, 4 episodi (1961-1965)
- Laramie – serie TV, un episodio (1961)
- The Barbara Stanwyck Show – serie TV, un episodio (1961)
- Ai confini della realtà (The Twilight Zone) – serie TV, un episodio (1961)
- Ben Casey – serie TV, un episodio (1961)
- Follow the Sun – serie TV, episodio 1x16 (1961)
- The Rifleman – serie TV, 3 episodi (1962-1963)
- Alcoa Premiere – serie TV, un episodio (1962)
- Tales of Wells Fargo – serie TV, un episodio (1962)
- Combat! – serie TV, un episodio (1962)
- Ripcord – serie TV, episodi 1x37-2x01 (1962)
- Dakota (The Dakotas) – serie TV, episodio 1x01 (1963)
- Bonanza - serie TV, episodio 4x19 (1963)
- Have Gun - Will Travel – serie TV, episodio 6x30 (1963)
- L'ora di Hitchcock (The Alfred Hitchcock Hour) – serie TV, un episodio (1963)
- Kraft Mystery Theater – serie TV, un episodio (1963)
- Organizzazione U.N.C.L.E. (The Man from U.N.C.L.E.) – serie TV, 3 episodi (1964-1967)
- Il virginiano (The Virginian) – serie TV, 6 episodi (1964-1970)
- The Outer Limits – serie TV, un episodio (1964)
- Death Valley Days – serie TV, 3 episodi (1965-1966)
- Laredo – serie TV, 2 episodi (1965-1966)
- The Farmer's Daughter – serie TV, 2 episodi (1965)
- F.B.I. (The F.B.I.) – serie TV, un episodio (1965)
- I sentieri del west (The Road West) – serie TV, episodi 1x01-1x02-1x20 (1966-1967)
- Iron Horse – serie TV, 2 episodi (1966-1967)
- La grande vallata (The Big Valley) – serie TV, 6 episodi (1966-1969)
- La leggenda di Jesse James (The Legend of Jesse James) – serie TV, un episodio (1966)
- Codice Gerico (Jericho) – serie TV, episodio 1x04 (1966)
- The Monroes – serie TV, un episodio (1966)
- Daniel Boone – serie TV, 2 episodi (1967-1968)
- Il grande teatro del west (The Guns of Will Sonnett) – serie TV, 4 episodi (1967-1969)
- Cimarron Strip – serie TV, 2 episodi (1967)
- I Monkees (The Monkees) – serie TV, un episodio (1967)
- Mod Squad, i ragazzi di Greer (The Mod Squad) – serie TV, 5 episodi (1968-1973)
- Cowboy in Africa – serie TV, un episodio (1968)
- Ai confini dell'Arizona (The High Chaparral) – serie TV, episodio 1x28 (1968)
- Star Trek – serie TV, episodio 3x06 (1968)
- Lancer – serie TV, 2 episodi (1969-1970)
- Sui sentieri del West (The Outcasts) – serie TV, episodio 1x26 (1969)
- This Savage Land – film TV (1969)
- The Over-the-Hill Gang – film TV (1969)
- Bracken's World – serie TV, un episodio (1969)
- Dove vai Bronson? (Then Came Bronson) – serie TV, un episodio (1969)
- La terra dei giganti (Land of the Giants) – serie TV, un episodio (1969)
- Cutter's Trail – film TV (1970)
- Missione impossibile (Mission: Impossible) – serie TV, un episodio (1971)
- Bearcats! – serie TV, un episodio (1971)
- Mannix – serie TV, un episodio (1972)
- Le strade di San Francisco (The Streets of San Francisco) – serie TV, un episodio (1972)
- The Bounty Man – film TV (1972)
- Sulle strade della California (Police Story) – serie TV, un episodio (1973)
- Kung Fu – serie TV, un episodio (1973)
- A tutte le auto della polizia (The Rookies) – serie TV, un episodio (1974)
- Chase – serie TV, un episodio (1974)
- The Last Day – film TV (1975)
- S.W.A.T. – serie TV, un episodio (1975)
- Poliziotto di quartiere (The Blue Knight) – serie TV, un episodio (1976)
- Kiss Me, Kill Me – film TV (1976)
- La valle dei dinosauri – serie TV, un episodio (1976)
- Vega$ – serie TV, 2 episodi (1978-1980)
- The Legend of the Golden Gun – film TV (1979)
- Alla conquista del west (How the West Was Won)– miniserie TV, un episodio (1979)
- Charlie's Angels – serie TV, un episodio (1981)
- The Wild Women of Chastity Gulch – film TV (1982)
- Gun Shy – serie TV, un episodio (1983)
- Professione pericolo (The Fall Guy) – serie TV, 2 episodi (1984)
- Wildside – serie TV, un episodio (1985)